# BIC Humboldt
La BIC Humboldt è una nave oceanografica dell'Instituto del Mar del Perú entrata in servizio nel 1980. È stata utilizzata in collaborazione con l'Instituto Antártico Peruano e la Dirección de Hidrografía y Navegación della Marina de Guerra del Perú per numerose missioni scientifiche nella acque dell'Antartide.

## Storia

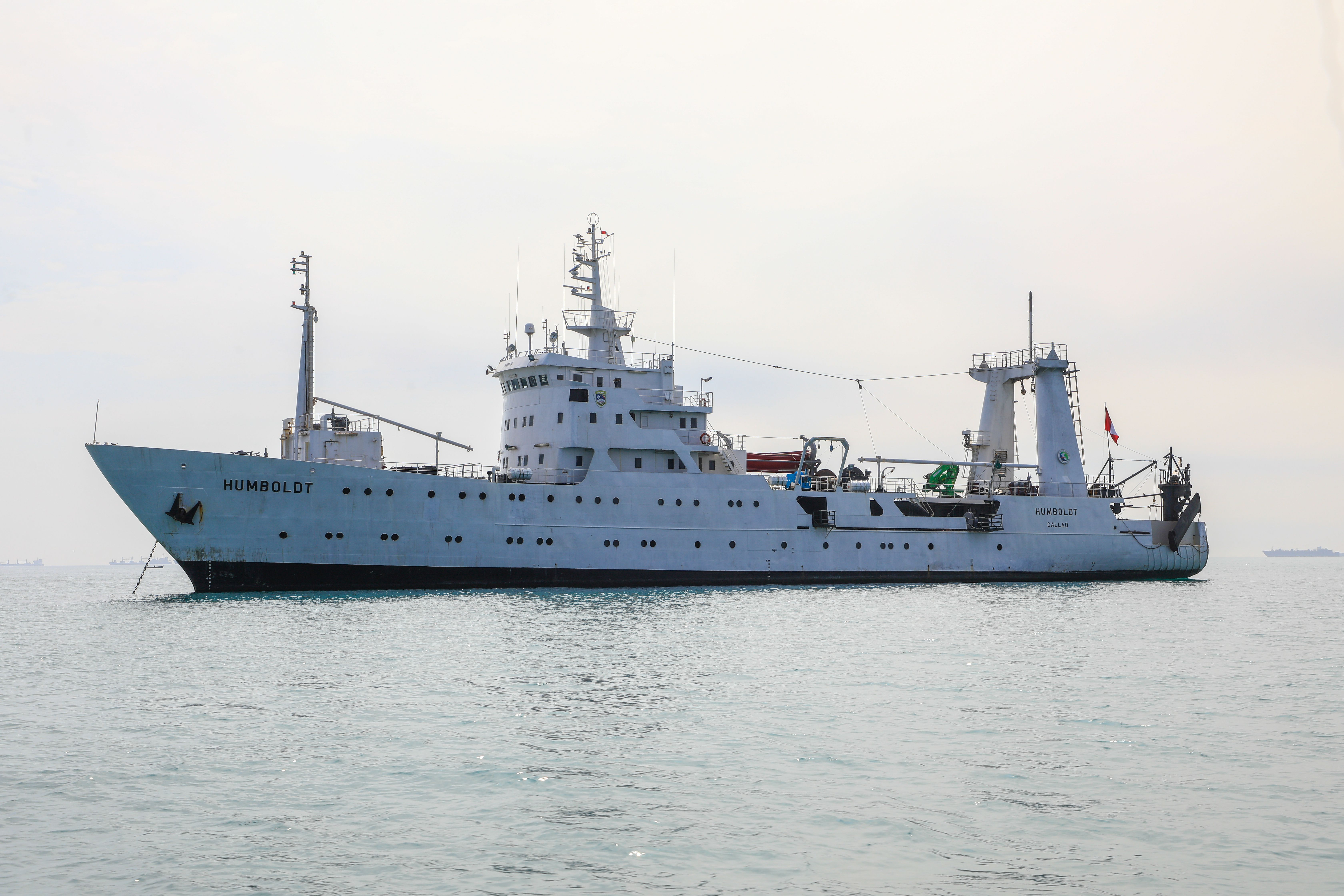
La nave oceanografica Humboldt nel porto di Callao, in una foto del 2019.

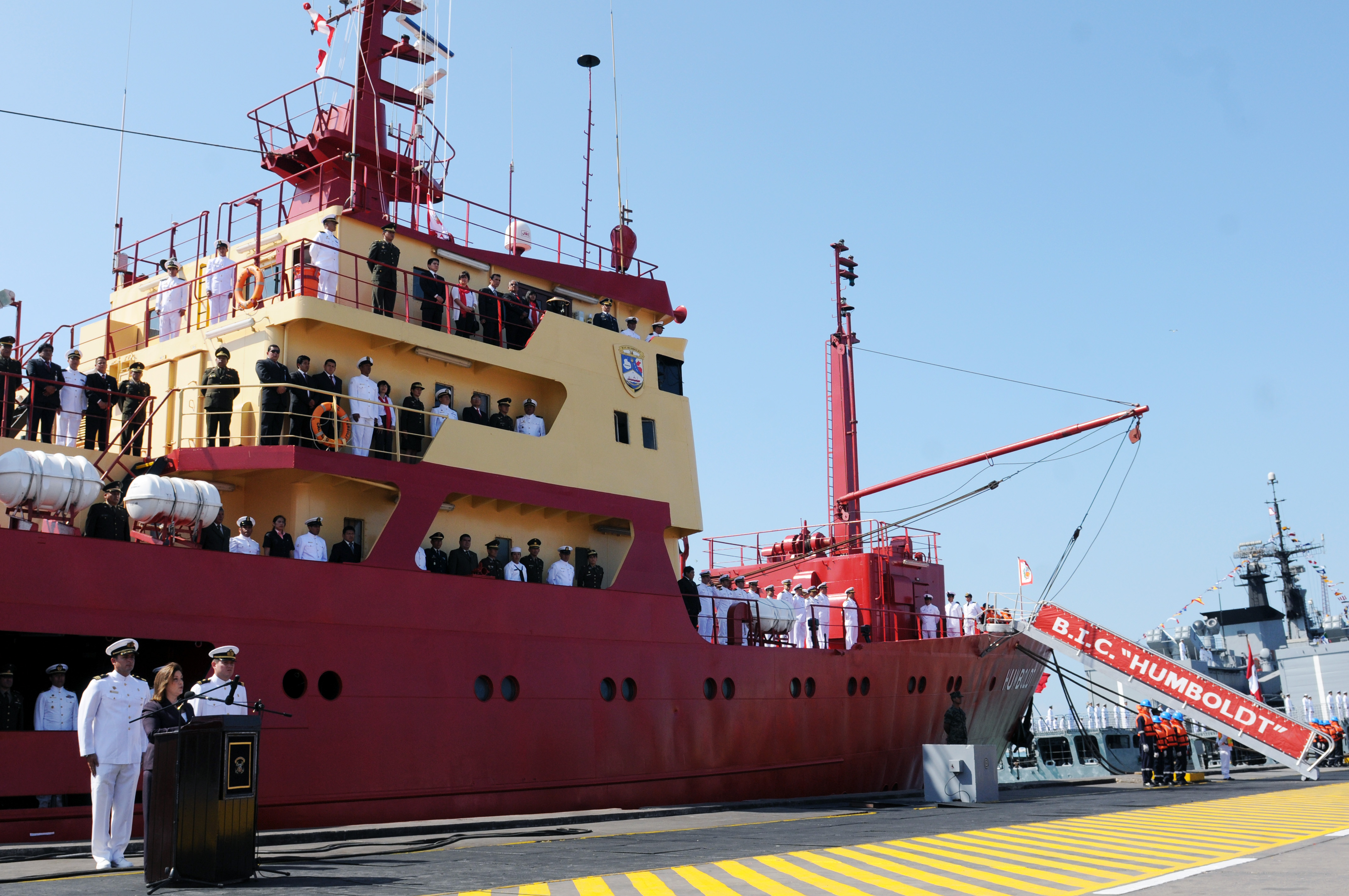
La nave oceanografica Humboldt alla partenza della Ventiduesima Campagna Scientifica del Perú in Antartide (ANTAR XXII), svoltasi dal 26 dicembre 2013 al 14 marzo 2014.

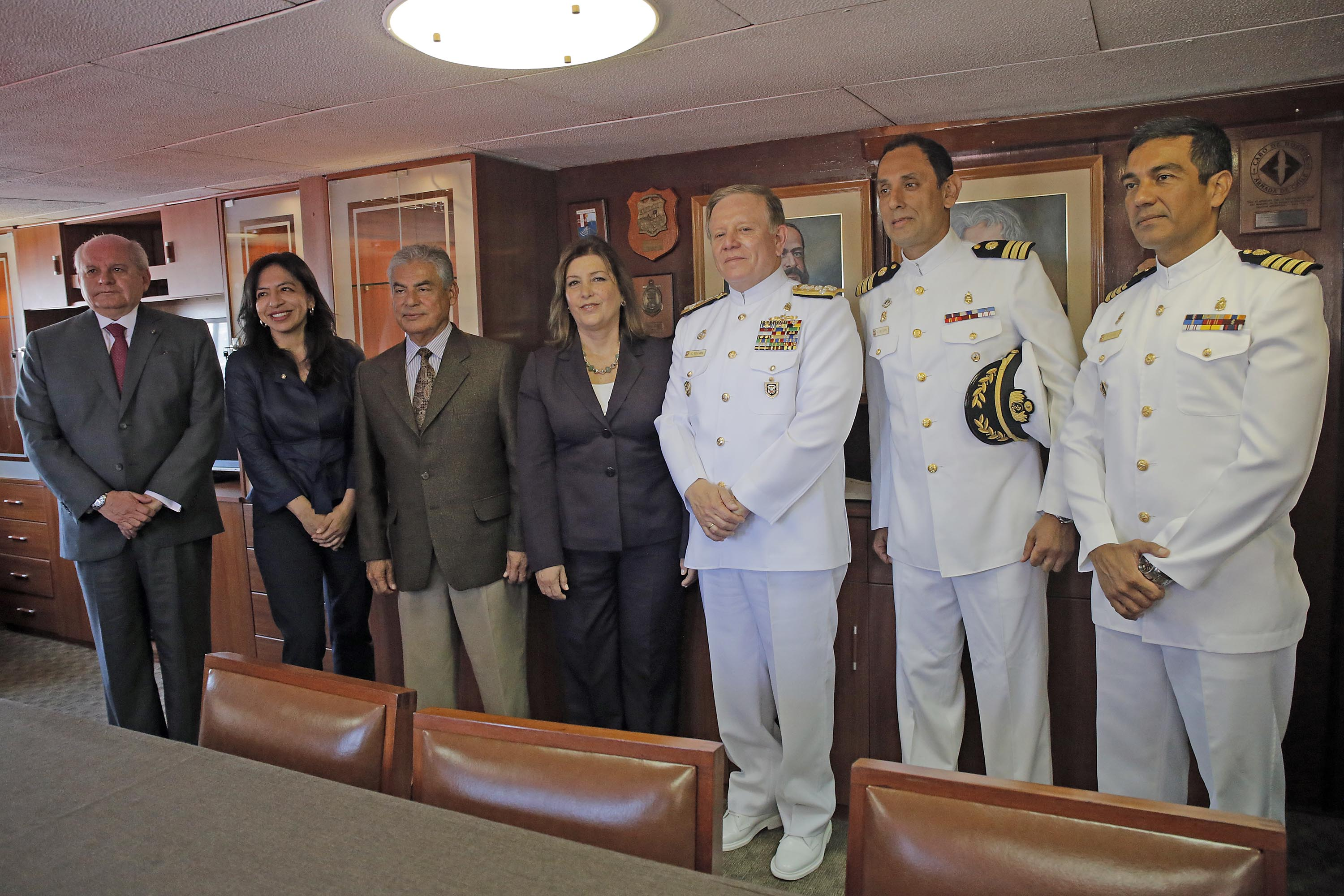
Il Ministro della Difesa Pedro Cateriano Bellido, il Presidente del Consiglio dei Ministri César Villanueva, la Ministra degli Affari esteri Eda Rivas, e il Ministro della Produzione Gladys Triveño presenziano alla partenza della Humboldt per la missione ANTAR XXII in Antartide.

Nella seconda metà degli anni settanta del XX secolo l'Instituto del Mar del Perú (IMARPE) richiese la realizzazione di una moderna nave oceanografica. La costruzione di tale nave, progettata e costruita secondo le richieste dell'IMARPE, fu assegnata al cantiere navale SIMA di Callao e l'unità fu impostata, con il nome BIC Humboldt, il 3 gennaio 1977 e varata il 10 ottobre 1978. Con compiti di ricerca oceanografica e di pesca scientifica l'unità entrò in servizio nel 1980, ricevendo le più moderne attrezzature e strumentazioni scientifiche allora disponibili. Nel 1989 la Humboldt, in seguito a un incidente avvenuto al largo dell'isola di re Giorgio, in Antartide, è entrata in cantiere per ricevere modifiche e migliorie, tra cui rinforzi allo scafo.
Nel 2010 la nave entrò in cantiere per eseguire importanti lavori di manutenzione generale, allo scafo, ricevendo rinforzi in acciaio ad alta resistenza, il cambio dei motori e l'ammodernamento di tutti i suoi sistemi, rispettando i severi standard internazionali per le navi da ricerca polare. Nel dicembre 2016 è entrata nuovamente in cantiere, presso i Construcciones A. Maggiolo S.A di Oquendo, eseguendo lavori di manutenzione allo scafo, ai sistemi di navigazione, e a quelli di propulsione, e cambiando il colore dello scafo e delle sovrastrutture da rosso a bianco.

## Caratteristiche tecniche
La nave è lunga 75,2 m fuori tutto, 66 metri sulla linea di galleggiamento, larga 12,6 m, e ha un pescaggio di 6,9 m. Il dislocamento è pari a 1 759 tonnellate.
La propulsione è assicurata da due motori diesel Burmeister & Wain Alfa 10 V 23 LU eroganti la potenza di 1 450 CV, azionante un'elica a passo variabile controllabile tramite riduttori Lothmann & Stolterfoht. La nave è dotata di una elica di manovra a prua.
Per l'alimentazione sono disponibili due generatori azionati da motori diesel Deutz da 388 kW ciascuno e un generatore azionato da un motore diesel Deutz da 188 kW.
L'autonomia della nave è di 10 000 miglia nautiche alla velocità di 12 nodi, e può rimanere in mare ininterrottamente per circa 37 giorni.
Sono disponibili a bordo diversi laboratori, e un'area di carico della capacità di 100 m³. La nave può ospitare 40 membri dell'equipaggio e 40 scienziati. L'elettronica comprende un radar di navigazione Decca SatNav Gyro EMLog, e una ecosonda scientífica EK 80 SIMRAD.

## Impiego operativo
Oltre a servire nella ricerca oceanografica nel mare del Perù, l'IMARPE dal 4 gennaio 1988 la nave ha collaborato in più occasioni con l'Instituto Antártico Peruano e la Dirección de Hidrografía y Navegación della Marina de Guerra del Perú, utilizzando per esse la Humboldt per scopi scientifici e missioni alla base antartica peruviana chiamata Machu Picchu. Nel marzo 2014 la BIC Humboldt ha completato la sua ventiduesima spedizione scientifica in Antartide. A partire dal 2017 il BIC Humboldt è ritornato al suo utilizzo originale presso l'IMARPE operando per scopi di ricerca oceanografica nel mare peruviano, sostituita definitivamente nelle missioni antartiche dalla nave oceanografica con capacità polari BAP Carrasco (BOP-171).

### Annotazioni
1. ↑  Alla sua costruzione ha partecipato il governo della Germania Ovest, che si accolò il 60% del costo della nave.

### Fonti
1. 1 2 3 4 5 6 7  Estado Peruano.
2. 1 2 3  Estado Peruano.
3. ↑  Aviazione & Marina n.171, febbraio 1980, p. 31.
4. 1 2 3 4  El Comercio.
5. ↑  El Comercio.
6. ↑  Andina.